# Cheletrop reaktion

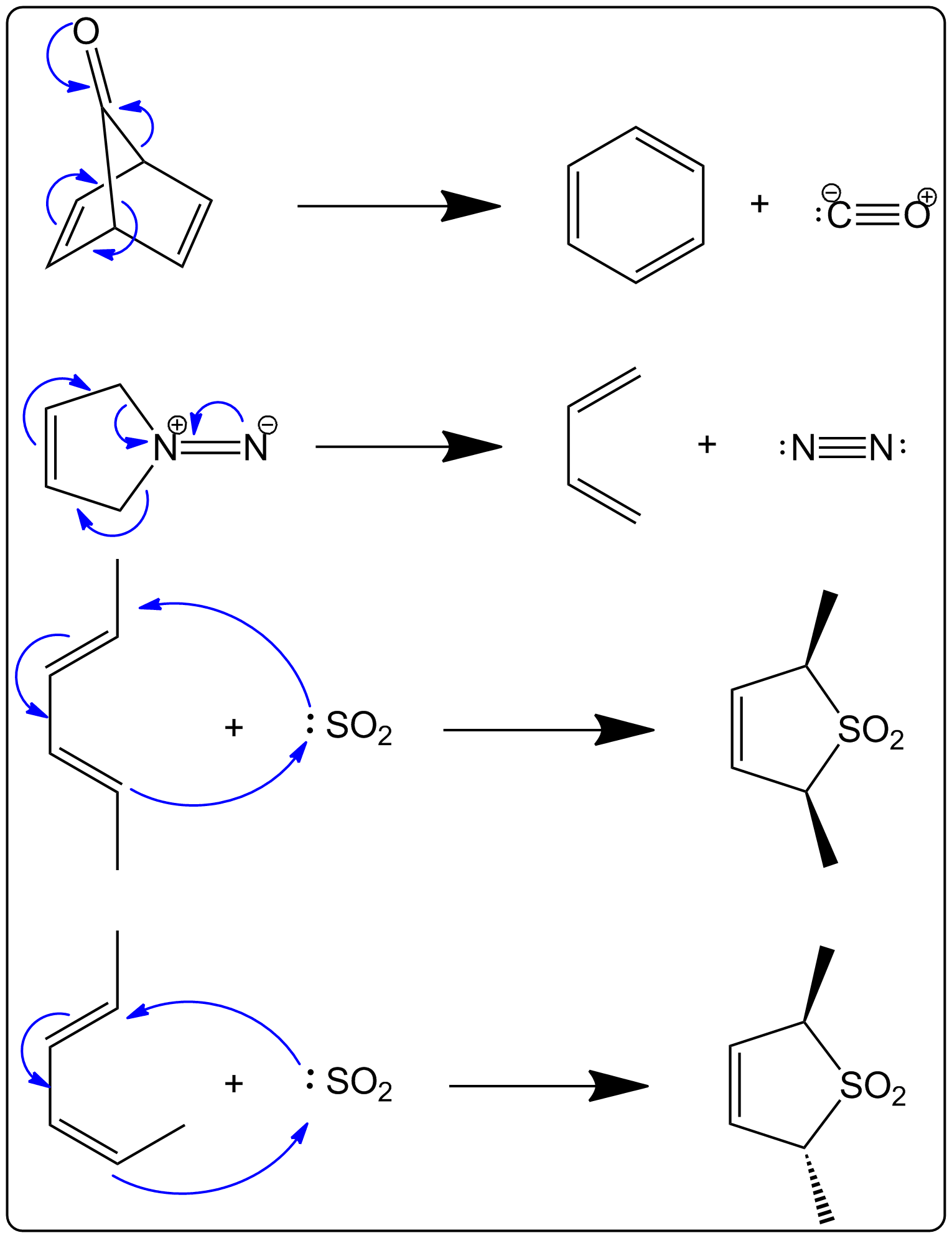
Exempel på cheletropa reaktioner.

En cheletrop reaktion är en reaktion där två σ-bindningar till en atom skapas eller bryts samtidigt i en concerted reaktion. De tillhör gruppen cykloadditioner. Cykliska sulfoner som eliminerar SO2 under bildning av en konjugerad alken är exempel på hur cheletropa reaktioner kan användas för att skydda alkener.